# Manualiter
Manualiter (von Manual) bezeichnet eine Spielweise im Orgelspiel. Die Bezeichnung steht im Allgemeinen für das Spiel ohne Pedal. Diese Spielweise wird z. B. gewählt, wenn für das Klavier oder Cembalo geschriebene Werke auf die Orgel übertragen werden.
Spielt ein Organist manualiter, so spielt er bei vierstimmigen Sätzen traditionell mit der rechten Hand Sopran und mit der linken Hand den Bass. Alt und Tenor werden nach jeweiliger Erfordernis mit der rechten oder der linken Hand gespielt. Erwünscht ist in jedem Fall, alle Töne eines Satzes zu erreichen, ohne oktavieren zu müssen.
Der Gegensatz zum Manualiter-Spiel ist das Pedaliter-Spiel: Spielt ein Organist pedaliter, so benutzt er die Füße und bespielt mit ihnen das Pedal. Wird nun das Pedal zum Spielen eines vierstimmigen Satzes verwendet, befindet sich dabei traditionell der Bass im Pedal, während die übrigen Stimmen auf die vorhandenen Manuale verteilt werden.
Eine weitere Spielweise ist das sogenannte triomäßige Orgelspiel.